# Oxyrhopus trigeminus
Oxyrhopus trigeminus (бразильська несправжня коралова змія) — вид змій родини полозових (Colubridae). Мешкає в Південній Америці.

## Поширення і екологія
Бразильські несправжні коралові змії поширені в Бразилії, трапляються в Болівії і Перу. Вони живуть на відкритих місцевостях, зокрема в саванах серрадо, сухих чагарникових заростях каатинга, на луках та в прибережних заростях рестінга, трапляються поблизу людських поселень, на висоті до 1600 м над рівнем моря. Живляться ящірками, гризунами, іноді зміями. Відкладають яйця.